# Verdauungstrakt
Mit den Begriffen Verdauungstrakt oder Verdauungskanal (lateinisch Canalis alimentarius) werden die Organe zusammengefasst, die der Aufnahme, der Zerkleinerung und dem Weitertransport der Nahrung dienen, um diese letztlich zu verdauen und die darin enthaltenen Nährstoffe für den Körper verwertbar zu machen. Der Verdauungstrakt besteht aus der Mundhöhle, dem Pharynx (Rachen), der Speiseröhre, dem Magen und dem Darm.
Der größte Teil des Verdauungstrakts ist der Magen-Darm-Trakt, der auch als Gastrointestinaltrakt (von altgriechisch γαστήρ gastēr, deutsch ‚Magen‘ und lateinisch intestinum ‚Darm‘) oder als Magen-Darm-Kanal bezeichnet wird.
Weitere Verdauungsorgane sind die Leber mit den Gallenwegen und die Bauchspeicheldrüse. Alle Verdauungsorgane zusammen werden als Verdauungsapparat (lateinisch Apparatus digestorius) oder Verdauungssystem (lateinisch Systema digestivum) bezeichnet.

## Funktion
Im Verdauungstrakt findet der eigentliche enzymatische Aufschluss der Nahrung, die Resorption von Nahrungsstoffen und Wasser sowie die Ausscheidung unverdaulicher oder nicht verwertbarer Nahrungsbestandteile statt. Neben Enzymen sind auch verschiedene Mikroorganismen an der Verdauung beteiligt, die man unter dem Begriff Darmflora zusammenfasst.
Die großen Verdauungsdrüsen, die Leber – mit Gallenblase – und die Bauchspeicheldrüse, produzieren Verdauungssäfte, die die Nahrung in ihre Bestandteile aufspalten. Der untere Teil des Verdauungstraktes dient hauptsächlich der Resorption von Wasser und der Ausscheidung der unverdaulichen Nahrungsbestandteile.

## Aufbau

Übersicht über den menschlichen Verdauungstrakt

Der Verdauungstrakt kann in einen Kopf- und einen Rumpfteil (synonym auch oberer und unterer Verdauungstrakt) unterteilt werden. Neben dem eigentlichen Magen-Darm-Trakt (Gastrointestinaltrakt) gehören zum Verdauungssystem noch die Mundhöhle, wo vorwiegend die mechanische Zerkleinerung der Nahrung erfolgt, Speicheldrüsen, Pharynx und die Speiseröhre, die dem Weitertransport in den Magen dient. Die Zuordnung der Speiseröhre zum Magen-Darm-Trakt ist umstritten.

### Kopfteil
Die Mundwerkzeuge und Mundhöhle (Lippen, Zähne, Zunge) dienen der Nahrungsaufnahme und der Zerkleinerung. Die Speicheldrüsen produzieren Speichel, der die Nahrung gleitfähig macht und bei einigen Säugetieren auch Enzyme zum Stärkeabbau (Amylase) enthält. Der Pharynx (Rachen, Schlundkopf) ist der Übergang zur Speiseröhre. In ihm kreuzen sich Nahrungs- und Atemweg.

### Rumpfteil
- Speiseröhre: dient dem Transport der Nahrung vom Mund zum Magen.
- Magen: pH=2, wandelt die Nahrung in Nahrungsbrei um und reichert sie mit Magensaft an. 15 % der Proteine werden hier durch Pepsin gespalten.
- Dünndarm mit
  - Zwölffingerdarm (Duodenum): Der Gallengang mündet hier, mit ihm werden dem Nahrungsbrei Pankreassaft, der der Protein- und Fettverdauung dient, und die Galle, die bei der Fettverdauung hilft, beigemengt.
  - Leerdarm (Jejunum): Ort der Resorption der nun in Peptide aufgespaltenen Proteine (Dipeptide-/Tripeptide), der Fette, Kohlenhydrate, Vitamine und Wasser
  - Krummdarm (Ileum)
- Dickdarm (mit Blinddarm und Wurmfortsatz, aufsteigendem, querverlaufendem und absteigendem Grimmdarm (Colon) und Mastdarm): Speicherort für den Kot, um den Stuhlgang in Intervallen zu erlauben, ebenso Ort der Resorption von Wasser und Elektrolyten.
- After: dient der Ausscheidung des Kots.

## Unterscheidung der Verdauungssysteme
Durch die Evolution ist der Verdauungstrakt an die jeweilige Nahrung der Spezies optimal angepasst. Einerseits betrifft es die Anatomie des Verdauungstraktes und anderseits das Milieu der nährstoffspaltenden Mikroorganismen. Hier eine Übersicht der verbreiteten Verdauungssysteme:
- Einfaches System wie zum Beispiel Mensch, Schwein und Hund
  - Magen
  - Dünndarm
  - Blinddarm
  - Dickdarm

- Einfaches System mit funktionellem Blinddarm wie zum Beispiel beim Pferd, Kaninchen und Ratte
  - Magen
  - Dünndarm
  - Blinddarm (mit mikrobieller Verdauung)
  - Dickdarm

- Multiples System (Wiederkäuer) wie zum Beispiel Rind, Schaf und Ziege
  - Pansen
  - Blättermagen
  - Netzmagen
  - Labmagen (Drüsenmagen)
  - Dünndarm
  - Blinddarm (ausgeprägt aber funktionslos)
  - Dickdarm

- Aviäres System (Geflügel) wie zum Beispiel Huhn, Pute, Ente
  - Drüsenmagen (Proventriculus oder Ventriculus glandularis)
  - Muskelmagen (Ventriculus muscularis) (mikrobielle Verdauung)
  - Dünndarm (Hauptabsorptionsort)
  - Dickdarm (mikrobielle Verdauung)
  - Kloake (gemeinsame Ausscheidung von Harn und Kot)

## Wandschichten
Die Wand des Verdauungstraktes besteht in allen Abschnitten grundsätzlich aus vier Geweben, die in Schichten übereinander liegen. In den verschiedenen Abschnitten des Magen-Darm-Traktes unterscheidet sich der Aufbau je nach Funktion etwas.
Die Schichten von innen nach außen:
- Mukosa (Schleimhaut): Sie bildet die innere Wandschicht des Magen-Darm-Traktes.
- Submukosa: Sie bildet eine recht schmale Bindegewebsschicht zwischen Mukosa und Muskularis.
- Muskularis: Diese besteht im Mund, Pharynx und dem oberen Teil der Speiseröhre aus quergestreiften Muskeln, die der Willkür unterliegen und z. B. beim Schlucken angespannt werden können. Im übrigen Teil des Verdauungskanals überwiegt die glatte Muskulatur, die durch den Parasympathikus gesteuert wird. Sie ist auch verantwortlich für die Peristaltik des Darms und ist sowohl ringförmig als auch längs angeordnet, damit sich der Verdauungskanal sowohl längs als auch quer zusammenziehen kann.
- Tunica serosa (auch Peritoneum viscerale). Bildet die äußerste Gewebsschicht des Magen-Darm-Trakts. Sie sondert Flüssigkeiten ab und ermöglicht somit das Übereinandergleiten mit anderen Organen. Die Serosa kommt allerdings nur bei Organen vor, die im Peritoneum liegen. In den anderen Bereichen des Körpers wird die Verbindung einzelner Organe durch lockeres Bindegewebe (Adventitia) realisiert.

In den Wandschichten finden sich auch spezialisierte Immunzellen (etwa des darmassoziierten Immunsystems oder im Allgemeinen MALT) und endokrine Zellen (vgl. Diffuses neuroendokrines System).

## Erkrankungen
Es gibt eine Vielzahl von Erkrankungsmöglichkeiten des Verdauungstrakts von der Mundhöhle bis zum Mastdarm und Krankheiten der Verdauungsorgane, angefangen von Durchfall und Verstopfung über Erbrechen und Bauchschmerzen, die eher allgemeine Symptome als Diagnosen sind.
Auch Infektionen und Entzündungen wie Mundschleimhautentzündungen, Gastroenteritis, Morbus Crohn und Pankreatitis, aber auch bestimmte intraabdominale Abszesse und verschiedene Speiseröhrenerkrankungen sind zu nennen.
Ebenso kommen häufig bösartige Tumoren vor, etwa Darmkrebs, Magenkrebs, der weltweit häufigste Leberkrebs und Bauchspeicheldrüsenkrebs neben vielen anderen.